# Make a Joyful Noise
Make a Joyful Noise es un álbum de estudio del cantante estadounidense Tennessee Ernie Ford. Fue publicado en abril de 1974 a través del sello discográfico Capitol Records.

## Concepción
Ford describió Make a Joyful Noise como “mi invitación a la gente de todas partes a ‘entrar en sus atrios con alabanza y Thanksgiving’. Y unirse conmigo en sencillez de corazón, y hacer un ruido gozo al Señor”. El explicó que “todas [las canciones] son relativamente nuevas y fueron elegidas para este álbum porque reflejan claramente el ‘nuevo trabajo’ que está ocurriendo en los círculos cristianos en todo el mundo–la desaparición del énfasis tradicional en las líneas denominacionales y una unión en el nombre de Jesús para el compañerismo cristiano. No pretenden ser evangelizadoras sino más bien invitantes por la calidez de su presentación. Los llamo ‘cantos ministeriales’ porque comunican abundantemente los tres grandes principios de la experiencia cristiana: la FE por la que vivimos, la ESPERANZA que buscamos y el AMOR en el que caminamos”.

## Recepción de la crítica
Un escritor no especificado de la revista Cash Box escribió: “Curiosamente, las canciones de este género en algún momento sólo pertenecían a un público particular o estaban relegadas a un género determinado. Pero cuando Ernie Ford presenta este material con su resonante voz de bajo que llena su música con la belleza del mensaje, se convierte en algo realmente especial que tiene vida y amor completamente nuevos por la música y la humanidad”.

## Galardones
| Año  | Premio         | Categoría                          | Resultado | Ref.  |
| ---- | -------------- | ---------------------------------- | --------- | ----- |
| 1974 | Premios Grammy | Mejor Interpretación Inspiracional | Nominado  | [ 4 ] |

## Lista de canciones
| Lado uno |                                   |                          |          |  |
| N.º      | Título                            | Escritor(es)             | Duración |  |
| 1.       | «I Find No Fault in Him»          | Andrae Crouch            | 3:27     |  |
| 2.       | «May I Introduce You to a Friend» | Jamie Owens              | 2:40     |  |
| 3.       | «Reach Out to Jesus»              | Ralph Carmichael         | 2:37     |  |
| 4.       | «He's Listening»                  | Flo Price                | 2:41     |  |
| 5.       | «Come On Down»                    | Jack Hayford Steve Stone | 3:20     |  |

| Lado dos |                              |                              |          |  |
| N.º      | Título                       | Escritor(es)                 | Duración |  |
| 1.       | «I Love You»                 | Larry Norman Randy Stonehill | 3:03     |  |
| 2.       | «I've Got Confidence»        | Crouch                       | 2:40     |  |
| 3.       | «It Won't Be Long»           | Crouch                       | 3:18     |  |
| 4.       | «I Wish We'd All Been Ready» | Norman                       | 3:06     |  |
| 5.       | «Alleluia»                   | Jerry Sinclair Stone         | 4:10     |  |

## Créditos y personal
Créditos adaptados desde las notas de álbum de Make a Joyful Noise.
Personal técnico
- Steve Stone – productor
- Larry Muhoberac – arreglos, conductor
- Roy Kohara – director artístico
- Hugh Davies – ingeniero de audio